# Список авиационных крыльев Корпуса морской пехоты США
В состав Корпуса морской пехоты США входят 4 авиационных крыла. Они являются самым высоким уровнем в Авиации КМП и эквивалентны авиационной дивизии.

## Действующие
Ниже приведён список действующих авиационных крыльев корпуса морской пехоты США:
| Официальное название                                            | Эмблема | Дислокация                                            | История формирования |
| --------------------------------------------------------------- | ------- | ----------------------------------------------------- | --- |
| 1-е авиационное крыло морской пехоты (1st Marine Aircraft Wing) |         | Авиабаза Футенма, Гинован, Окинава, Япония            | Авиакрыло сформировано 7 июля 1941 года                                                                                 |
| 2-е авиационное крыло морской пехоты (2nd Marine Aircraft Wing) |         | Авиабаза Черри-Пойнт, Хэйвлок, Северная Каролина, США | Авиакрыло сформировано 10 июля 1941 года                                                                                |
| 3-е авиационное крыло морской пехоты (3rd Marine Aircraft Wing) |         | Авиабаза Мирамар, Сан-Диего, Калифорния, США          | Авиакрыло сформировано 10 ноября 1942 года, расформировано 31 декабря 1945 года, и вновь воссоздано 1 февраля 1952 года |
| 4-е авиационное крыло морской пехоты (4th Marine Aircraft Wing) |         | Новый Орлеан, Луизиана, США                           | Авиакрыло сформировано 22 августа 1942 года, расформировано в 1945 году, и вновь воссоздано 25 февраля 1946 года        |

## Недействующие
| Официальное название                                            | Эмблема | Дислокация                                       | История формирования | Состав |
| --------------------------------------------------------------- | ------- | ------------------------------------------------ | -------------------- | --- |
| 9-е авиационное крыло морской пехоты (9th Marine Aircraft Wing) | Нет     | Авиабаза Черри-Поинт, Хэйвлок, Северная Каролина |                      | - Marine Aircraft Group 33 (MAG-33) - Marine Aircraft Group 34 (MAG-34) - Marine Aircraft Group 35 (MAG-35) - Marine Aircraft Group 51 (MAG-51) - Marine Aircraft Group 52 (MAG-52) - Marine Aircraft Group 53(MAG-53) - Marine Aircraft Group 62 (MAG-62) - Marine Aircraft Group 91 (MAG-91) - Marine Aircraft Group 92 (MAG-92) - Marine Aircraft Group 93 (MAG-93) - Marine Aircraft Group 94 (MAG-94) |